# Iba One
Iba One de son nom de naissance Ibrahim Mahamadou Fily Sissoko né le 22 mars 1989 à Bamako, est un rappeur, artiste, auteur, compositeur et producteur malien.
Il est récompensé de plusieurs prix aux AFRIMA (All africa music awards)  et désigné «meilleur artiste de l’Afrique de l’ouest» lors du PRIMUD (Prix international de la musique urbaine et du coupé décalé) en 2021.

## Biographie
Iba One, né en 1989

## Carrière
Il accède à la célébrité dans le rap dès 2010, année où il reçoit plusieurs récompenses. En 2013, il est meilleur « Dirty Freestyle » en Côte d’Ivoire.
En 2016, lors du Festival international de musique Tamani d’or, Iba One reçoit le titre de meilleur rappeur de l’année et il est désigné révélation rap de l’année aux African Moove Awards.
En 2021, il obtient cinq trophées aux All Africa Music Awards (Afrima) au Nigeria dans les catégories suivantes : meilleur artiste masculin d'Afrique de l'Ouest (Best  male artiste in Western Africa), album de l'année (Album of the year), meilleur artiste en duo ou en groupe dans la pop africaine (Best artiste duo or group in african pop), meilleur artiste masculin africain dans la musique inspirante (Best male artiste in africa inspirational music) et meilleur auteur-compositeur (Songwriter of the year).

## Discographie

### Albums

#### Mon Empire(2020)
Le titre de l'album Mon Empire fait référence au règne de l’Empereur Kankou Moussa au XIVe siècle, qui a porté l'empire du Mali à son apogée,. L'extraction d'or avait permis à Kankou Moussa d'accumuler des richesses considérables et d'assurer la prospérité de son royaume. Il est une source d'inspiration pour l’artiste dans ce double album.
L’album est composé de 34 titres. Les chansons abordent des thèmes variés : l’éducation, la lutte contre la prostitution, le sort des enfants de la rue, l'amour, le Rap conscient ; Iba One y fait aussi de l'«egotrip» (comme beaucoup de rappeurs, il se met en avant) et du «clash» (dans le rap, le fait d'attaquer quelqu'un, souvent un autre rappeur).
L’album a valu à Iba One plusieurs récompenses dans plusieurs pays africains,,.

## Engagement
Iba One fait œuvre également de philanthrope,. Il aide surtout les orphelins et les plus démunis. Il a fait don de vivres aux enfants des soldats tombés pour la patrie et à plusieurs orphelinats. Au début de la pandémie du Coronavirus, il a distribué des masques, des gels aux talibés au bord des routes, dans les marchés,.

## Concerts
Iba One a rempli trois fois le plus grand stade du Mali, le stade du 26-Mars,, après s'être produit en compagnie de Sidiki Diabaté au stade omnisports Modibo-Keïta de Bamako.
Après ses concerts à Bamako, Iba One se produit à Abidjan au palais de la culture considéré comme une salle mythique,. À ces concerts il faut ajouter plus d'une centaines d'autres à travers le Mali, des festivals et concerts aux USA, en France, en Italie, Belgique, au Burkina faso, en Guinée, au Maroc, Gabon, Congo Brazzaville, au Mauritanie, Togo, au Sénégal et en Côte d’Ivoire.et le Bénin.
En 2019, il est invité par la star nigériane Wizkid pour jouer la première partie de son concert à Paris au côté de Tiwa Savage et Inoss B.
Durant sa carrières Iba One a partagé la scène avec plusieurs stars internationales dont Oumou Sangare au Stade du 26-Mars de Bamako et Youssou N’Dour du Sénégal au stade Omnisports Modibo Keita de Bamako.

## Collaborations
Iba One a collaboré avec plusieurs artistes nationaux et internationaux dont Oumou Sangaré, La Fouine, Mister Blaaz Amy, Sidiki Diabaté, Niska, Fatoumata Diawara, Mister Blaaz, Swagg Man, Soul Bang's, Floby, Azaya, GRR, Kedjevara, MC One, Ariel Sheney, Razben, Ramses du groupe Tata Pound ,Mylmo N Sahel, Master Soumi, Cheezy, Titiden Lil Iba, Fousko, Calibre 27, Young Pô, Weei Soldat, Magass, Diabloxy, Kyassou-p yèrè yèrè,2bto King, koro la diva, King Kj maria Den, Joloko de Kati, Teddy Benzo, Ismo One, Blingo, Young barry, Tal-B, Ox-B, The King, Maliba Buba, Penzy, Wara Gaspi ,Memo All Star, Robot Papito, Abou Flow, Wattan Clan, Minoss, Mbouye Koite, Ouyane et la Team Gladia[pertinence contestée].
African Proud de Moh Green réunit plusieurs artistes : Iba One, Josey, Wally Seck, Stanley Enow, Fanicko, Héritier Watanabe, Kafon, Dub Afrika & BGMFK

## Team Gladia
La Team Gladia est le nom donné au groupe des fans de l’artiste et des disciples qu'il a contribué à former et à l'entreprise  qu'il a fondée ; le nom fait référence au surnom de Iba One, « Le Gladiateur ». Ces fans, nombreux, contribuent à la renommée de l’artiste. Une relation forte les lient à Iba One et entre eux. Quant à l'entreprise multiservice Team Gladia, créée en septembre 2021, elle comprend notamment une maison de production ouverte aux artistes locaux et internationaux ; «le défi pour Iba One à travers cette initiative, selon ses dires, est surtout de contribuer à la préparation de la relève du rap malien. Son label prend en compte toutes les formes d’art et les artistes de tous horizons et au rayonnement de la culture malienne».

## Vie privée
Iba one est père d’un garçon né en 2017 à Bamako du nom de Mahamadou Ibrahim Sissoko dit Doudou One qu'il a eu avec son ex-compagne Néné Kanouté avec laquelle il s'est remarier en 2024,. Le nom de l'enfant est celui du défunt père de Iba One, mort quand l'artiste était encore très jeune.
Le 30 septembre 2021, Iba One perd sa mère, Oumou Dily Camara, qu'il évoquait souvent dans ses chansons. Elle est inhumée à Médina Coura,.

## Distinctions et nominations
Iba one a reçu tout au long de sa carrière plusieurs prix,,,.
| Année | Catégorie                                                                                 | Prix                                       | Résultat   |
| ----- | ----------------------------------------------------------------------------------------- | ------------------------------------------ | ---------- |
| 2010  | Meilleur rappeur de l'année                                                               | Mali Hiphop Awards (Mali)                  | Lauréat    |
| 2010  | Meilleur son de l'année (alhadoulilaye)                                                   | Mali HipHop Awards 2010 (Mali)             | Lauréat    |
| 2010  | GRR meilleur groupe de l'année                                                            | Mali HipHop Awards (Mali)                  | Lauréat    |
| 2010  | Meilleur rappeur du Mali                                                                  | Tamani d'Or (Mali)                         | Lauréat    |
| 2013  | Meilleur rappeur en dirty rap diaspo                                                      | Dirty Rap (Côte d'Ivoire)                  | Lauréat    |
| 2015  | Meilleur rappeur de l'année                                                               | Tamani d'Or (Mali)                         | Lauréat    |
| 2015  | Parmi les 21 jeunes les plus influents du Mali                                            | Magazine Kewale People (Mali)              | Lauréat    |
| 2015  | Rappeur le plus influents du Mali                                                         | Magazine Kewale People (Mali)              | Lauréat    |
| 2015  | Dokera Best HipHop Video of the year Music video                                          | WATSUP TV AFRICA (Ghana)                   | Lauréat    |
| 2016  | Meilleur collaboration de l'année, Mali HipHop Awards (Akouma te kai feat Sidiki Diabaté) | Mali HipHop Awards (Mali)                  | Lauréat    |
| 2016  | Rappeur le plus influents du Mali                                                         | Magazine Kewale People (Mali)              | Lauréat    |
| 2016  | Parmi les 21 jeunes les plus influents du Mali                                            | Magazine Kewale People (Mali)              | Lauréat    |
| 2016  | Meilleur révélation rap de l'année                                                        | Africamoove (France)                       | Lauréat    |
| 2017  | Meilleur rappeur africain de l'année                                                      | Festi Simandou (Guinée)                    | Lauréat    |
| 2017  | Meilleur rappeur du Mali                                                                  | Tamani d'Or (Mali)                         | Lauréat    |
| 2017  | Meilleur artiste masculin de l'année                                                      | Tamani d'Or (Mali)                         | Lauréat    |
| 2017  | Rappeur le plus influents du Mali                                                         | Magazine Kewale People (Mali)              | Lauréat    |
| 2017  | Parmi les 21 jeunes les plus influents du Mali                                            | Magazine Kewale People (Mali)              | Lauréat    |
| 2018  | Meilleur ambassadeur de la musique malienne                                               | Nuit des stars (Mali)                      | Lauréat    |
| 2018  | Parmi les 21 jeunes les plus influents du Mali                                            | Kewale People magazine (Mali)              | Lauréat    |
| 2019  | Artiste le plus influents du Mali                                                         | Magazine Kewale People (Mali)              | Lauréat    |
| 2019  | Parmi les 21 jeunes les plus influents du Mali                                            | Magazine Kewale People (Mali)              | Lauréat    |
| 2019  | meilleur rappeur de l’année                                                               | Nuit des stars (Mali)                      | Lauréat    |
| 2019  | Meilleur ambassadeur de la musique malienne                                               | Nuit des stars (Mali)                      | Lauréat    |
| 2019  | Meilleur rappeur de l’année                                                               | Mali Awrads (Mali)                         | Lauréat    |
| 2020  | Artiste le plus influent de l’année                                                       | Magazine Kewale People (Mali)              | Lauréat    |
| 2020  | Elu parmi les 21 jeunes le plus influent du Mali                                          | Magazine Kewale People (Mali)              | Lauréat    |
| 2020  | Meilleur ambassadeur du rap malien                                                        | Nuit des stars (Mali)                      | Lauréat    |
| 2020  | Meilleur chanteur Urban                                                                   | Nuit des Stars (Mali)                      | Lauréat    |
| 2020  | Meilleur rappeur de l’année                                                               | Nuit des Stars (Mali)                      | Lauréat    |
| 2020  | Trophée d’honneurs pour le courage envers sa mère                                         | Groupe Mande Massa (Mali)                  | Lauréat    |
| 2020  | Meilleur artiste de l’Afrique de l’Ouest francophone                                      | Primud d'or (Côte d'Ivoire)                | Lauréat    |
| 2020  | Meilleur artiste de l’Afrique de l’Ouest                                                  | African Awards Talents (Côte d'Ivoire)     | Lauréat    |
| 2021  | Meilleur artiste de l’Afrique de l’Ouest francophone de l’année                           | Primud d'or (Côte d'Ivoire)                | Lauréat    |
| 2021  | Meilleur album de l’année - Mon Empire                                                    | All Africa Music Awards (AFRIMA) (Nigeria) | Lauréat    |
| 2021  | meilleur artiste masculin inspiration de l’année - Éducation feat Oumou Sangaré,          | All Africa Music Awards (AFRIMA) (Nigeria) | Lauréat    |
| 2021  | Meilleur compositeur de l’année - Éducation feat Oumou Sangaré                            | All Africa Music Awards (AFRIMA) (Nigeria) | Lauréat    |
| 2021  | Meilleur artiste Afrique de l’Ouest                                                       | KUNDE D’or (Burkina Faso)                  | Nomination |
| 2021  | Meilleur artiste Afrique de l’Ouest                                                       | Bénin Showbiz Awards (Bénin)               | Lauréat    |
| 2021  | Meilleur artiste africain le plus influent de l’année                                     | Bénin Showbiz Awards (Bénin)               | Lauréat    |
| 2021  | Meilleur rappeur africain 2021                                                            | African Talent Awards (Côte d'Ivoire)      | Lauréat    |
| 2021  | Meilleur album de l’année 2021                                                            | African Talent Awards (Côte d'Ivoire)      | Lauréat    |
| 2021  | Meilleur artiste africain de l’année,                                                     | Galsen hip-hop Awards (Sénégal)            | Lauréat    |
| 2021  | ( Mon Empire ) Meilleur Album Africain de l’Année,                                        | Galsen hip-hop Awards (Sénégal)            | Lauréat    |
| 2021  | Meilleur artiste de l’année                                                               | NekaMag (Mali)                             | Lauréat    |
| 2021  | Meilleur Album de l’Année,                                                                | Renouveau foly award (Mali)                | Lauréat    |
| 2021  | Meilleur Album Rap de l’Année,                                                            | Renouveau foly award (Mali)                | Lauréat    |